# Amt Dringenberg
Das Amt Dringenberg war von 1843 bis 1857/58 ein Amt im Kreis Warburg im Regierungsbezirk Minden der preußischen Provinz Westfalen.

## Geschichte
Im Rahmen der Einführung der Westfälischen Landgemeindeordnung wurden am Anfang der 1840er-Jahre in der preußischen Provinz Westfalen Ämter eingerichtet. Im Kreis Warburg entstand dabei 1843 aus der damals bereits existierenden Bürgermeisterei Dringenberg das Amt Dringenberg.
1857/58 wurde das Amt Dringenberg aufgelöst. Seine Gemeinden kamen zum neugebildeten Amt Dringenberg-Gehrden, das im Kreis Warburg bis zur nordrhein-westfälischen Gebietsreform von 1975 fortbestand. Dringenberg, Neuenheerse und Kühlsen gehören heute zur Stadt Bad Driburg, während Altenheerse heute zur Stadt Willebadessen gehört. Bad Driburg und Willebadessen liegen im Kreis Höxter.

## Gemeinden und Einwohner
Die folgende Tabelle zeigt die Gemeinden des Amtes Dringenberg mit den Einwohnerzahlen von 1843:
| Altenheerse            | 409  |
| Dringenberg, Stadt     | 861  |
| Kühlsen                | 160  |
| Neuenheerse            | 1449 |
| Willebadessen, Flecken | 1390 |
| Amt Dringenberg        | 3723 |